# Myzus meghalayensis
Myzus meghalayensis är en insektsart. Myzus meghalayensis ingår i släktet Myzus och familjen långrörsbladlöss. Inga underarter finns listade i Catalogue of Life.